# Z53/54次列车 (2009-2012年)
Z53/54次列车是中国铁路运行于陕西西安至首都北京市之间的一对已停止开行的直达特快列车，自2009年6月1日起开行，由西安铁路局西安客运段北京车队负责客运任务。Z53/54次的开通，使得西安站的进京直达特快列车达到两对。列车使用青岛四方庞巴迪铁路运输设备制造、供电制式AC380V的中国铁路25T型客车（原北京铁路局Z1/2次京沪直特车底）。编组包括13节软卧、3节软座和1节餐车。列车在初期为隔日开行，自2010年1月20日起改为每日开行。
2011年1月11日，该列车与Z19/20次列车一道改经石太客专、太中银线、包西线运行。此前因石太客运专线长达28公里的太行山隧道不允许内燃机车通过，Z53/54次列车与哈尔滨铁路局担当的Z1/2次列车（北京-哈尔滨）互换车底，并改用韶山7E型电力机车牵引，原配属西安铁路局西安机务段的DF11G也转配至哈尔滨铁路局三棵树机务段。自此Z53/54次列车改为使用长春轨道客车制造的中国铁路25T型客车，编组亦改为9节软卧、6节硬卧。
2012年12月21日，因应京广高速铁路全线开通，Z53/54次列车停运，原车次得以留空。车体用于开行Z86/87、Z88/85次列车。

## 列车编组
Z53/54次在开行初期采用软卧、软座、餐车编组，在2011年1月11日起采用软卧和硬卧编组。

### 2009年6月1日-2011年1月10日
| 车厢编号 | 1-13         | 14         | 15-18        |
| 车型     | RW25T 软卧车 | CA25T 餐车 | RZ25T 软座车 |

### 2011年1月11日-2012年12月20日
| 车厢编号 | 1-3          | 4-9          | 10-15        |
| 车型     | RW25T 软卧车 | YW25T 硬卧车 | RW25T 软卧车 |

## 机车交路
Z53/54次列车在开行初期使用东风11G型柴油机车。2011年后更换车体后，改为使用韶山7E型电力机车，机车可直接向列车提供电能，用于列车内空调和水炉等设备需要，因此列车不需要再额外加挂一节空调发电车。

### 2009年6月1日-2011年1月10日
| 车站区段               | 北京西 ↔ 西安                         |
| 本务机车 配属 司机更替 | 东风11G型柴油机车 西局西段 单司机值乘 |

### 2011年1月11日-2012年12月20日
| 车站区段               | 北京西 ↔ 西安                        |
| 本务机车 配属 司机更替 | 韶山7E型电力机车 西局西段 单司机值乘 |